# SUPERGOOD, SUPERBAD
『SUPERGOOD, SUPERBAD』（スーパーグッド、スーパーバッド）は、山下智久の1枚目のオリジナルアルバム。2011年1月26日にジャニーズ・エンタテイメントから発売された。

## 概要
初回盤は、DVDと12P PHOTO BOOKと20P歌詞ブックレットがついている。通常盤は、初回盤未収録5曲の収録に加え、28Pブックレットが封入されている。「SUPERGOOD」がDISC1を指し、「SUPERBAD」がDISC2を指す。通常盤に収録されている「青」は、ジャニーズJr.の時代からの持ち歌である。
ジャニーズ・エンタテイメントから発売された唯一の山下智久のアルバムである。

## 収録内容

### CD
※は通常盤のみ収録。シングル曲などの解説はそのページを参照。

#### SUPERGOOD
1. 抱いてセニョリータ
作詞：zopp、作曲：渡辺未来／真崎修、編曲：前嶋康明
  - 1stシングル
2. はだかんぼー（Album ver.）
作詞・作曲：大竹創作、編曲：乙三.／大竹創作
  - 4thシングルのアルバムバージョン
3. 月と太陽のラプソディ
作詞：zopp、作曲：井上慎二郎、編曲：鈴木雅也
4. Crazy You
作詞・作曲：岩田秀聡、編曲：石塚知生
5. サンタマリア
作詞：zopp、作曲：Shusui／Thomas G:son／Andreas Rickstrand、編曲：CHOKKAKU
6. 溺愛ROBOT
作詞：Takuya Harada／角野寿知、作曲：Takuya Harada／JUNKOO、編曲：鈴木雅也
7. 罪と罰
作詞：松井五郎、作曲：瀬流路源三郎、編曲：前嶋康明
8. 口づけでアディオス
作詞：zopp、作曲・編曲：長岡成貢
  - 3rdシングル「One in a million」カップリング
9. 青春アミーゴ - 修二と彰
作詞: zopp、作曲・編曲: Shusui, Fredrik Hult, Jonas Engstrand, Ola Larsson
  - 修二と彰 1stシングル
10. 最後のラブ・ソング
作詞：ma-saya、作曲・編曲：Choi Yong-Chan
11. 青※
作詞・作曲：山下智久、編曲：上杉洋史

#### SUPERBAD
1. Theme of "SUPERBAD"
作詞：R.Wolf、作曲・編曲：Ryosuke Nakanishi
2. Tokyo Sinfonietta
作詞：zopp／R.Wolf、作曲：Alfred Tuohey、Mimoza Blinsson、編曲：Alfred Tuohey
3. PARTY DON'T STOP（feat.DJ DASK）
作詞：TOMO & R.Wolf、作曲：編曲：Tommy Cint
4. One in a million
作詞：H.U.B. 、作曲：Alfred Tuohey / Vincent Stein / Mimoza Blinsson 編曲：Alfred Tuohey / Vincent Stein
  - 3rdシングル
5. Yours Baby
作詞：R.Wolf、作曲・編曲：R.Wolf／Ryosuke Nakanishi
6. ONE GIRL
作詞：Josh、作曲：Tommy Clint、Mats Lie Skare、編曲：Tommy Clint
7. Loveless
作詞：荘野ジュリ、作曲：Jin Nakamura、編曲：村山晋一郎
  - 2ndシングル
8. ごめんね
作詞：miho sumita、作曲：SHIROSE／Dr Hardcastle／Fredrik "Franciz" Jernberg、編曲：Fredrik "Franciz" Jernberg
9. Blood Diamond
作詞：H.U.B.、作曲：Gustav Efraimsson／Teddy Sky、編曲：Gustav Efraimsson
10. Sleepwalking
作詞：H.U.B.、作曲・編曲：Chris Rojas
11. Touch You※
作詞：SHIROSE／GASHIMA、作曲：Oscar Holter／Jakke Erixzon／SHIROSE／GASHIMA、編曲：Holter/Erixson
12. TOMO※
作詞：TOMO & R.Wolf、作曲：Alexander Geringas／Elias Kapari／Chalie Mason／Bernd Klimpel、編曲：Alexander Geringas／Elias Kapari
13. Friday Night※
作詞：TOMO、作曲：Alfred Tuohey、編曲：Alfred Tuohey、Ryosuke Nakanishi
14. MOLA（R-midwest REMIX）※
作詞・作曲：Daisuke "DJ" Imai、編曲：Ryosuke Nakanisi
  - NEWS 4thDVD『NEWS LIVE DIAMOND』収録曲
  - NEWS 3rdアルバム『color』収録曲のリミックスバージョン

### DVD
※初回盤のみ
1. 「One in a million」Music Clip & Making
2. 「はだかんぼー」in THE RECORDING STUDIO
3. SPECIAL INTERVIEW & MESSAGE